# When All Is Said and Done (ABBA)
"When All Is Said and Done" is een lied van de Zweedse popgroep ABBA, afkomstig van hun album The Visitors. Het lied werd als single uitgebracht op 31 december 1981 en haalde de 27e plek op de Billboard pop singles chart.
Het lied is gezongen door Anni-Frid Lyngstad.

## Achtergrond
ABBA bestond oorspronkelijk uit twee getrouwde koppels, die gedurende de tijd dat de band bestond allebei een echtscheiding aangingen. Het lied "When All Is Said and Done" gaat in op de scheiding van Anni-Frid Lyngstad en Benny Andersson, net zoals dat de eerdere single "The Winner Takes It All" inging op de scheiding van Björn Ulvaeus en Agnetha Fältskog.
Het lied werd geschreven tijdens een periode van emotionele onrust binnen ABBA. Björn vroeg Benny en Frida om toestemming een lied gebaseerd op hun echtscheiding te maken. De opnames begonnen in maart 1981, nog geen maand na de scheiding. In het lied omschrijft Frida het verdriet en de pijn van zowel haar eigen scheiding als die van alle mensen die ooit een scheiding hebben meegemaakt. Frida gaf achteraf toe dat al haar emoties van dat moment in het lied waren verwerkt.
ABBA nam ook een Spaanstalige versie van het lied op; "No Hay A Quien Culpar", die als single werd uitgebracht in Mexico en Zuid-Amerika.

## Ontvangst
In de Verenigde Staten werd "When All Is Said And Done" gekozen als hoofdsingle van The Visitors, terwijl eigenlijk 'One of Us' hiervoor bestemd was.
"When All Is Said and Done" was een redelijk succes in de Verenigde Staten, waar het ABBA’s laatste top 40 hit werd. In Australië haalde het lied de 81e plek in de hitlijsten..

## 'Mamma Mia!'
"When All Is Said and Done" komt voor in de film Mamma Mia!, waarin het wordt gezongen door Sam (Pierce Brosnan) en Donna (Meryl Streep). In deze context is het lied herbewerkt tot een ballade en voorzien van een nieuw tweede couplet dat beter aansluit op het verhaal van de film. In plaats van een scheiding te beschrijven, beschrijft het lied in de film juist twee geliefden die, na eerst elk hun eigen weg te zijn gegaan, nu toch weer bij elkaar zijn gekomen.
Het lied komt echter niet voor in de gelijknamige theatermuscial waar de film op gebaseerd is, maar is speciaal voor de film toegevoegd aan de soundtrack.